# 2277 Moreau
2277 Moreau eller 1950 DS är en asteroid i huvudbältet, som upptäcktes den 18 februari 1950 av den belgiske astronomen Sylvain Arend i Uccle. Den har fått sitt namn efter den belgiske astronomen Fernand Moreau.
Asteroiden har en diameter på ungefär 11 kilometer.